# غافين فرانكلين
غافين فرانكلين (9 يناير 1978 في المملكة المتحدة - ) (بالإنجليزية: Gavin Franklin)‏ هو لاعب كريكت بريطاني. لعب مع British Universities cricket team ‏ ونادي مقاطعة ستافوردشاير للكريكت ‏ وWarwickshire Cricket Board ‏.

## وصلات خارجية
- غافين فرانكلين على موقع إي آس بي آن كريك إنفو (الإنجليزية)